# 맥코넬쌀쥐속
맥코넬쌀쥐속(Euryoryzomys)은 비단털쥐과 쌀쥐족에 속하는 설치류 속의 하나이다. 남아메리카에 분포하는 6종을 포함하고 있다. 2006년까지는 쌀쥐속에 속했지만, 쌀쥐속의 모식종과 근연 관계가 없어서 별도의 새로운 속으로 분류되었다. 가장 가까운 속은 큰머리쌀쥐속 (Hylaeamys)과 안데스횡단쌀쥐속 (Transandinomys)이다. 맥코넬쌀쥐속의 많은 종이 이전에는 단일종 큰머리쌀쥐(Oryzomys capito, 현재 학명 Hylaeamys megacephalus)로 분류되었다. 속며은 "넓다"(broad)라는 의미의 그리스어 "에우루스"(eurus)와 "쌀쥐"라는 의미의 "오리조미스"(Oryzomys)의 합성어에서 유래했으며, 이것은 분포 지역이 넓다라는 의미이다.

## 하위 종
- 에먼스쌀쥐 (Euryoryzomys emmonsae)
- 몬스터쌀쥐 (Euryoryzomys lamia)
- 타리하쌀쥐 (Euryoryzomys legatus)
- 맥코넬쌀쥐 (Euryoryzomys macconnelli)
- 엘리겐트쌀쥐 (Euryoryzomys nitidus)
- 황갈색쌀쥐 (Euryoryzomys russatus)

## 계통 분류
다음은 2006년 웩슬러 등(Weksler_et_al..)의 연구에 기초한 계통 분류이다.

|  | 우카얄리물쥐속, 맥코넬쌀쥐속, 핸들리쥐속, 큰머리쌀쥐속, 해먼드쌀쥐속, 톰스쌀쥐속, 나무쌀쥐속, 안데스횡단쌀쥐속 |
|  | |
|  | \| \| 작은쌀쥐속, 거친털쥐속, 피그미쌀쥐속, 페루쌀쥐속 \| \| \| \| \| \| 해안쌀쥐속, 세하두쌀쥐속, 흰반점산악쥐속, 회색쌀쥐속, 습지쥐속, 큰습지쥐속, 검은쌀쥐속, 남아메리카물쥐속, 갈라파고스쌀쥐속, 쌀쥐속, 브라질가짜쌀쥐속, 쌀물쥐속, 파라과이쌀쥐속 \| \| \| \| |
|  | |
|  | 작은쌀쥐속, 거친털쥐속, 피그미쌀쥐속, 페루쌀쥐속 |
|  | |
|  | 해안쌀쥐속, 세하두쌀쥐속, 흰반점산악쥐속, 회색쌀쥐속, 습지쥐속, 큰습지쥐속, 검은쌀쥐속, 남아메리카물쥐속, 갈라파고스쌀쥐속, 쌀쥐속, 브라질가짜쌀쥐속, 쌀물쥐속, 파라과이쌀쥐속                                                                                      |
|  | |

|  | 작은쌀쥐속, 거친털쥐속, 피그미쌀쥐속, 페루쌀쥐속 |
|  | |
|  | 해안쌀쥐속, 세하두쌀쥐속, 흰반점산악쥐속, 회색쌀쥐속, 습지쥐속, 큰습지쥐속, 검은쌀쥐속, 남아메리카물쥐속, 갈라파고스쌀쥐속, 쌀쥐속, 브라질가짜쌀쥐속, 쌀물쥐속, 파라과이쌀쥐속 |
|  | |

|  | 우카얄리물쥐속, 맥코넬쌀쥐속, 핸들리쥐속, 큰머리쌀쥐속, 해먼드쌀쥐속, 톰스쌀쥐속, 나무쌀쥐속, 안데스횡단쌀쥐속 |
|  | |
|  | \| \| 작은쌀쥐속, 거친털쥐속, 피그미쌀쥐속, 페루쌀쥐속 \| \| \| \| \| \| 해안쌀쥐속, 세하두쌀쥐속, 흰반점산악쥐속, 회색쌀쥐속, 습지쥐속, 큰습지쥐속, 검은쌀쥐속, 남아메리카물쥐속, 갈라파고스쌀쥐속, 쌀쥐속, 브라질가짜쌀쥐속, 쌀물쥐속, 파라과이쌀쥐속 \| \| \| \| |
|  | |
|  | 작은쌀쥐속, 거친털쥐속, 피그미쌀쥐속, 페루쌀쥐속 |
|  | |
|  | 해안쌀쥐속, 세하두쌀쥐속, 흰반점산악쥐속, 회색쌀쥐속, 습지쥐속, 큰습지쥐속, 검은쌀쥐속, 남아메리카물쥐속, 갈라파고스쌀쥐속, 쌀쥐속, 브라질가짜쌀쥐속, 쌀물쥐속, 파라과이쌀쥐속                                                                                      |
|  | |

|  | 작은쌀쥐속, 거친털쥐속, 피그미쌀쥐속, 페루쌀쥐속 |
|  | |
|  | 해안쌀쥐속, 세하두쌀쥐속, 흰반점산악쥐속, 회색쌀쥐속, 습지쥐속, 큰습지쥐속, 검은쌀쥐속, 남아메리카물쥐속, 갈라파고스쌀쥐속, 쌀쥐속, 브라질가짜쌀쥐속, 쌀물쥐속, 파라과이쌀쥐속 |
|  | |